# 武知海青
武知 海青（たけち かいせい、1998年2月4日 - ）は、日本のダンサー、プロレスラー。THE RAMPAGE from EXILE TRIBEのメンバー。
兵庫県宝塚市出身。LDH JAPAN所属。身長183cm。

## 略歴
母親がダンススクールを経営していた影響で、2歳からダンスを始める。
2014年4月、「EXILE PERFORMER BATTLE AUDITION」の最終審査で落選するも、THE RAMPAGEの候補メンバーに選出される。同年9月12日に同グループの正式メンバーとなる。

### プロレス
2022年10月から配信されたドラマ『覆面D』でプロレスラー役を演じた。撮影に協力していたプロレス団体DDTプロレスリングの高木三四郎からのオファーを受け、2024年2月25日にプロレスデビューした。
2025年6月5日、DDTとエージェント契約を締結し、同団体に入団したことを発表。

## 人物
- 姉が2人いる[8]。
- 小学5年の時に水泳バタフライ種目でジュニアオリンピックに出場した[2][3]。

### デビュー後
- 2019年11月16日、夏が一番似合う男性・女性を決める大会と銘打ったボディコンテスト「Summer Style Award 2019 ROOKIE CHALLENGE CUP」のスタイリッシュガイ部門で総合優勝した[9]。
- 2022年3月22日放送のTBS系『最強スポーツ男子頂上決戦2022』で優勝した[10]。LDHメンバーの優勝は関口メンディー以来2人目となる。
- 2022年4月、動画配信サービス『CL』で、柔道未経験の武知が黒帯を取得するまでの1年に密着した企画が配信された[11]。

## 出演

### 配信番組
- 格闘DREAMERS（2021年3月 - 5月、ABEMA） - ナビゲーター兼サポーター[12]
  - 格闘DREAMERS SEASON:2（2022年2月 - 4月） - 格闘サポーター[13]
- 恋のコーチは元恋人（2021年12月 - 2022年2月、ABEMA） - スタジオMC[14]

### 配信ドラマ
- 覆面D（2022年10月 - 11月、ABEMA） - ハオウ 役[15]

### テレビドラマ
- 自転車屋さんの高橋くん 最終話（2022年12月、テレビ東京） - 青木隼人 役
- レッドブルー（2024年12月18日 - 2月12日、MBS・TBS） - 鵺路雁丸 役[16]

### 舞台
- REAL RPG STAGE「ETERNAL2」-荒野に燃ゆる正義-（2022年7月 - 8月） - コニー 役[17]
- PICK☆3（2023年1月 - 2月） - 武田アツム 役[18]
- BOOK ACT FINAL「もう一度君と踊りたい」（2024年2月）[19]

### ラジオ
- オンラジ! 〜THE RAMPAGEのオンビートラジオ〜（2022年11月 - 2025年3月、MBSラジオ）[20]

### ミュージックビデオ
- iScream「つつみ込むように…」-TRIBE WITH THE RHYTHM Ver.-（2022年）[21]
- GENERATIONS from EXILE TRIBE「Summer Vacation (Lyric Video)」 （2025年）[22]

### 連載
- arweb（2021年10月 - ）[23]

### その他
- 宝塚市大使（2024年）[1]
- アントニオ猪木デビュー65周年記念 INOKI EXPO アンバサダー（2025年）[24]

## ライブ

### 参加
- EXILE LIVE TOUR 2025 "WHAT IS EXILE"（2025年5月30日 - 5月31日）

## 書籍
- 武知海青ボディ・ビジュアルブック『BULLET』（2024年9月19日、幻冬舎）[25]